# Katarína Šimoňáková
Katarína Šimoňáková, född 31 januari 1998 i Spišská Nová Ves, är en slovakisk rodelåkare.

## Karriär
Šimoňáková tävlade för Slovakien vid olympiska vinterspelen 2018 i Pyeongchang, där hon slutade på 23:e plats i damernas singel. Šimoňáková var även en del av Slovakiens lag tillsammans med Jozef Ninis, Marek Solčanský och Karol Stuchlák som slutade på 11:e plats i lagstafetten. Vid olympiska vinterspelen 2022 i Peking slutade Šimoňáková på 25:e plats i damernas singel. Hon var även en del av Slovakiens lag tillsammans med Jozef Ninis, Tomáš Vaverčák och Matej Zmij som inte fullföljde lagstafetten.